# Leone II di Abcasia
Leone II di Abcasia (in georgiano: ლეონ  II, Leon II; fl. VIII-IX secolo) è stato un sovrano georgiano, duca imperiale degli abcasi poi re di Abcasia.

## Biografia
Leone II è il figlio cadetto di Teodoro, duca degli abcasi, a sua volta fratello cadetto di Leone I, e di una figlia del khan dei cazari.  
Secondo le Cronache georgiane, Leone, la cui famiglia era rimasta fino ad allora vassalla dell'impero greco, sfruttò le difficoltà di quest'ultimo a causa delle incursioni degli arabi per proclamarsi indipendente.
Egli beneficia ugualmente della perdita di influenza sull'Iberia dell'ultimo principe della dinastia cosroide, Djouanscher I di Kachezia, figlio di Artchil I il Martire, che si trova ugualmente a fronteggiare gli arabi, le orde dei cazari di suo nonno materno e infine l'usurpazione dell'eristavo di Kachezia Grigol, che si proclama corepiscopo.
Leone II,  impossessatosi di tutta l'Abcasia e dell'Egris fino ai monti Likhi, non esita affatto verso il 790 a prendere il titolo reale di re d'Abcasia.

## Ipotesi
Nei suoi recenti studi, Christian Settipani stima in base al Divano dei re d'Abcasia che Leone II non giunse al potere se non dopo la scomparsa di suo fratello maggiore Costantino, duca degli abcasi, morto verso il 780, e dopo quella di suo cugino Demetrio, figlio di Leone I, verso il 782, che è l'ereditiere del ramo primogenito della famiglia degli « Antchabades o Antchabadze ». Al fine di mantenere la durata del regno di 45 anni attribuita a Leone secondo il Divano dei re d'Abcasia, egli propone di riportare il suo decesso all'anno 826.

## Posterità
Da una sposa sconosciuta, Leone II ebbe tre figli che si succedettero al trono di Abcasia:
- Teodosio II d'Abcasia;
- Demetrio II d'Abcasia;
- Giorgio I d'Abcasia.